# Tituly a vyznamenání Matvěje Zacharova

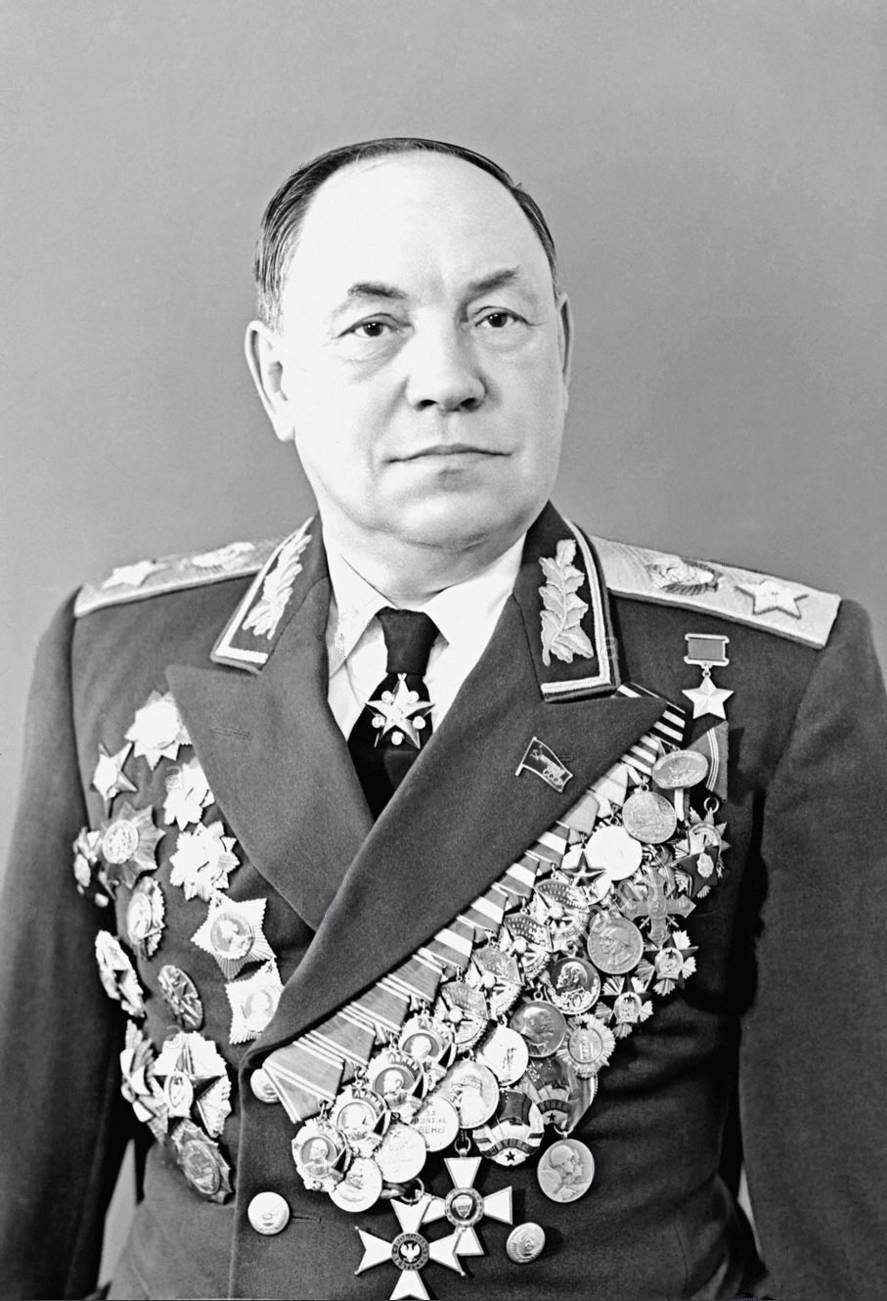
Matvěj Zacharov v uniformě zdobené řadou řádů a medailí

Matvěj Vasiljevič Zacharov, maršál Sovětského svazu, obdržel během svého života řadu sovětských i zahraničních civilních i vojenských řádů a medailí.

## Vojenské hodnosti
- 2. prosince 1935: plukovník
- 16. července 1937: velitel brigády
- 22. února 1938: velitel divize
- 9. února 1939: velitel sboru
- 4. června 1940: generálmajor
- 30. května 1942: generálporučík
- 20. října 1943: generálplukovník
- 29. května 1945: armádní generál
- 8. května 1959: maršál Sovětského svazu

## Vyznamenání

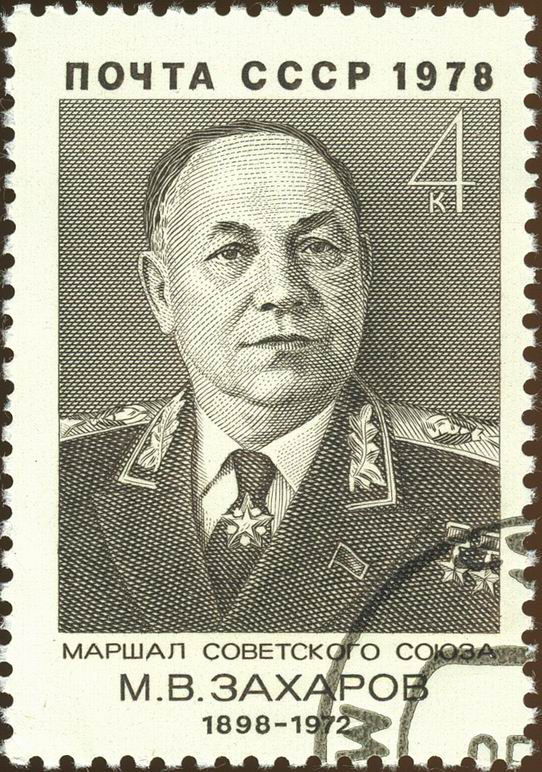
Poštovní známka s portrétem Zacharova v uniformě s dvěma zlatými hvězdami Hrdiny Sovětského svazu

### Sovětská vyznamenání

#### Čestné tituly
- Hrdina Sovětského svazu – 8. září 1945 a 22. září 1971

#### Řády
- Leninův řád – 21. února 1945, 8. září 1945, 21. června 1957, 2. února 1958 a 22. února1968
- Řád Říjnové revoluce – 16. srpna 1968
- Řád rudého praporu – 22. února 1938, 31. prosince 1942, 3. listopadu 1944 a 6. listopadu 1947
- Řád Suvorova I. třídy – 13. září 1944 a 28. dubna 1945
- Řád Kutuzova I. třídy – 27. srpna 1943 a 22. února 1944
- Řád Bohdana Chmelnického I. třídy – 17. května 1944
- Řád rudé hvězdy – 31. prosince 1939

#### Medaile
- Medaile za vítězství nad Německem ve Velké vlastenecké válce 1941–1945 – 1945
- Medaile 100. výročí narození Vladimira Iljiče Lenina – 1970
- Jubilejní medaile 20. výročí vítězství ve Velké vlastenecké válce 1941–1945
- Medaile Za vítězství nad Japonskem
- Medaile Za dobytí Budapešti
- Medaile Za dobytí Vídně
- Medaile Za obranu Leningradu
- Medaile Za obranu Moskvy
- Medaile 30. výročí sovětské armády a námořnictva
- Medaile 40. výročí Ozbrojených sil SSSR
- Medaile 50. výročí Ozbrojených sil SSSR
- Pamětní medaile 800. výročí Moskvy
- Pamětní medaile 250. výročí Leningradu

### Zahraniční vyznamenání
Zahraniční vyznamenání, která obdržel Zacharov:
- Bulharsko
  -  Řád Bulharské lidové republiky

- Československo
  -  Hrdina Československé socialistické republiky – 30. dubna 1970[2]
  -  Řád Klementa Gottwalda – 30. dubna 1970[2]
  -  Řád Bílého lva za vítězství II. třídy
  -  Československý válečný kříž 1939
- Jugoslávie
  -  Řád partyzánské hvězdy I. třídy – Jugoslávie
- Maďarsko
  -  Řád za zásluhy Maďarské lidové republiky I. třídy
  -  Řád za zásluhy Maďarské lidové republiky II. třídy
  -  Řád za zásluhy Maďarské lidové republiky III. třídy
  -  Řád svobody
- Mongolsko
  -  Süchbátarův řád – Mongolsko
  -  Řád rudého praporu – Mongolsko
  -  Medaile 50. výročí Mongolské lidové armády
- Polsko
  -  velkodůstojní Řádu znovuzrozeného Polska
  -  velkokříž Řádu znovuzrozeného Polska
- Rumunsko
  -  Řád hvězdy Rumunské lidové republiky I. třídy
- Severní Korea
  -  Řád národního praporu I. třídy – Severní Korea